# Škoda Rapid (1935)
O Škoda Rapid é um automóvel que foi feito na Tchecoslováquia pela Škoda de 1935 a 1947. A Škoda aplicou pela primeira vez o nome "Rapid" a uma versão de seu Popular Type 920 de 1.195 cc feito em 1934-35. A partir de 1935, no entanto, transferiu o nome para um modelo novo e maior.
O Rapid Type 901 tem um motor de válvulas laterais de 1.386 cc e foi produzido de 1935 a 1938. Ele foi sucedido pelo Rapid OHV (Tipo 922), que tem um motor OHV de 1.558 cc e foi produzido de 1938 a 1947.
Havia um modelo irmão de seis cilindros, o Škoda Rapid Six (Tipo 910), com um motor de 1.961 cc, que foi lançado em 1935.
Em 1984, a Škoda reviveu o nome "Rapid" para a versão Rapid do Škoda 130. Desde 2010, a empresa usa o nome em uma sucessão de modelos produzidos em sua fábrica em Pune, na Índia.

## Conceito
Na década de 1930, a Škoda introduziu uma nova linha de carros com chassis de túnel central e suspensão independente nas quatro rodas. O design do túnel central tinha como objetivo resolver a falta de rigidez torcional na estrutura de escada dos modelos anteriores. O chassi foi desenvolvido sob a liderança do engenheiro-chefe Vladimír Matouš e derivado de um projetado por Hans Ledwinka para a Tatra.
Os primeiros modelos da nova linha foram o compacto Popular em 1934, seguido pelo grande Superb. O Rapid de médio porte foi adicionado em 1935. Foi seguido pelo Favorit em 1936.

## Type 901

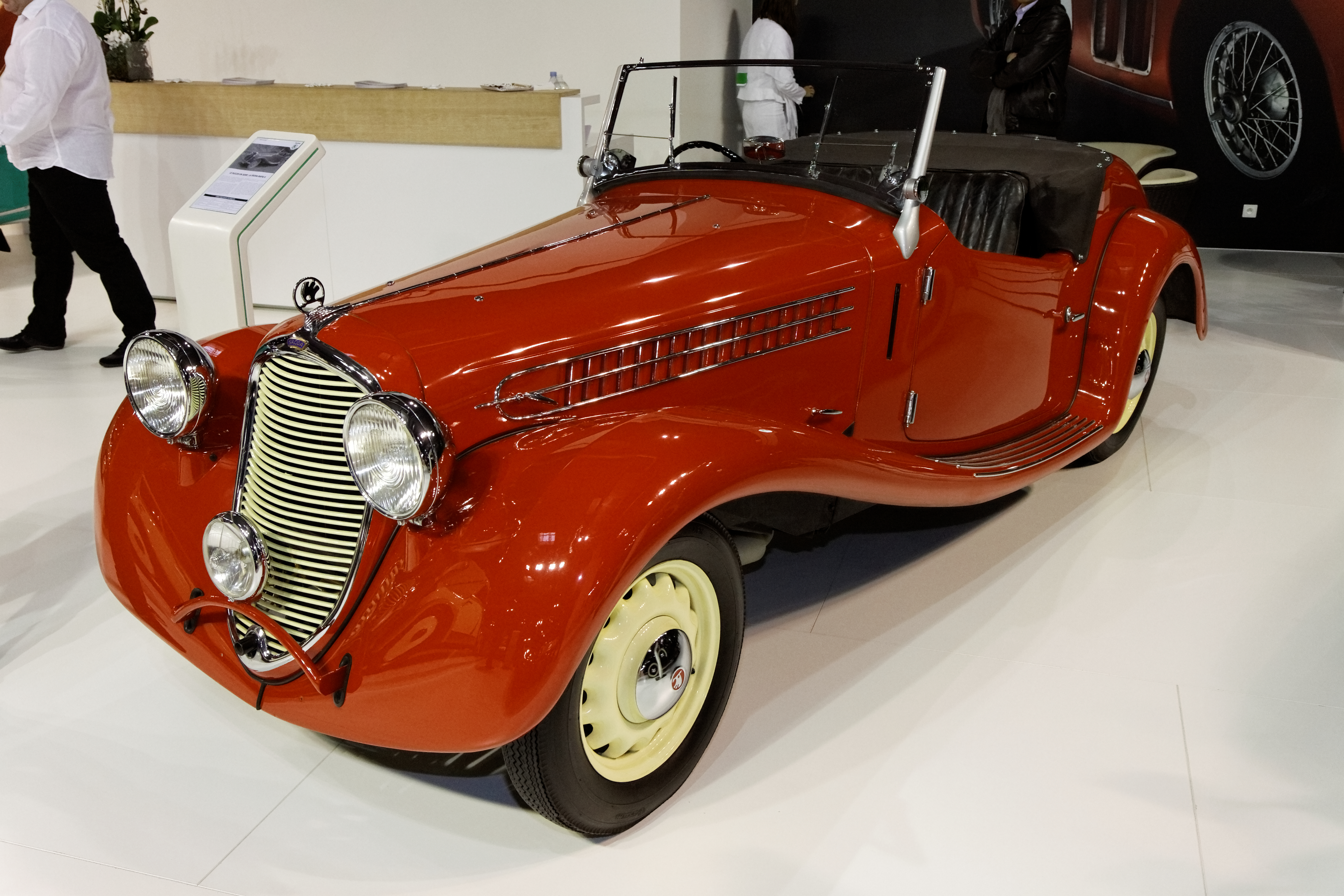
Rapid conversível de 2 lugares

O Rapid Type 901 (mais tarde Type 914) tinha um motor de quatro cilindros de 1.386 cc, 31 cv de potência, válvulas laterias e freios ATE-Lockheed. Tinha uma velocidade máxima de 100 km/h e seu consumo de combustível era entre 10 e 11 km/L. A escolha de carrocerias oferecidas incluía um sedã de duas portas, um sedã de quatro portas e um conversível de duas portas e quatro lugares. Havia também uma versão de furgão comercial.

## Type 922
A Škoda revisou o motor e em 1938 lançou o Type 922, que foi comercializado como Rapid OHV. Seu motor foi ampliado para 1.558 cc e foi dado a ele válvulas no cabeçote, o que aumentou a potência para 42 cv e a velocidade máxima para 100 km/h. O consumo de combustível do novo modelo era de 10 km/L. A escolha de carrocerias incluía sedãs de duas e quatro portas.

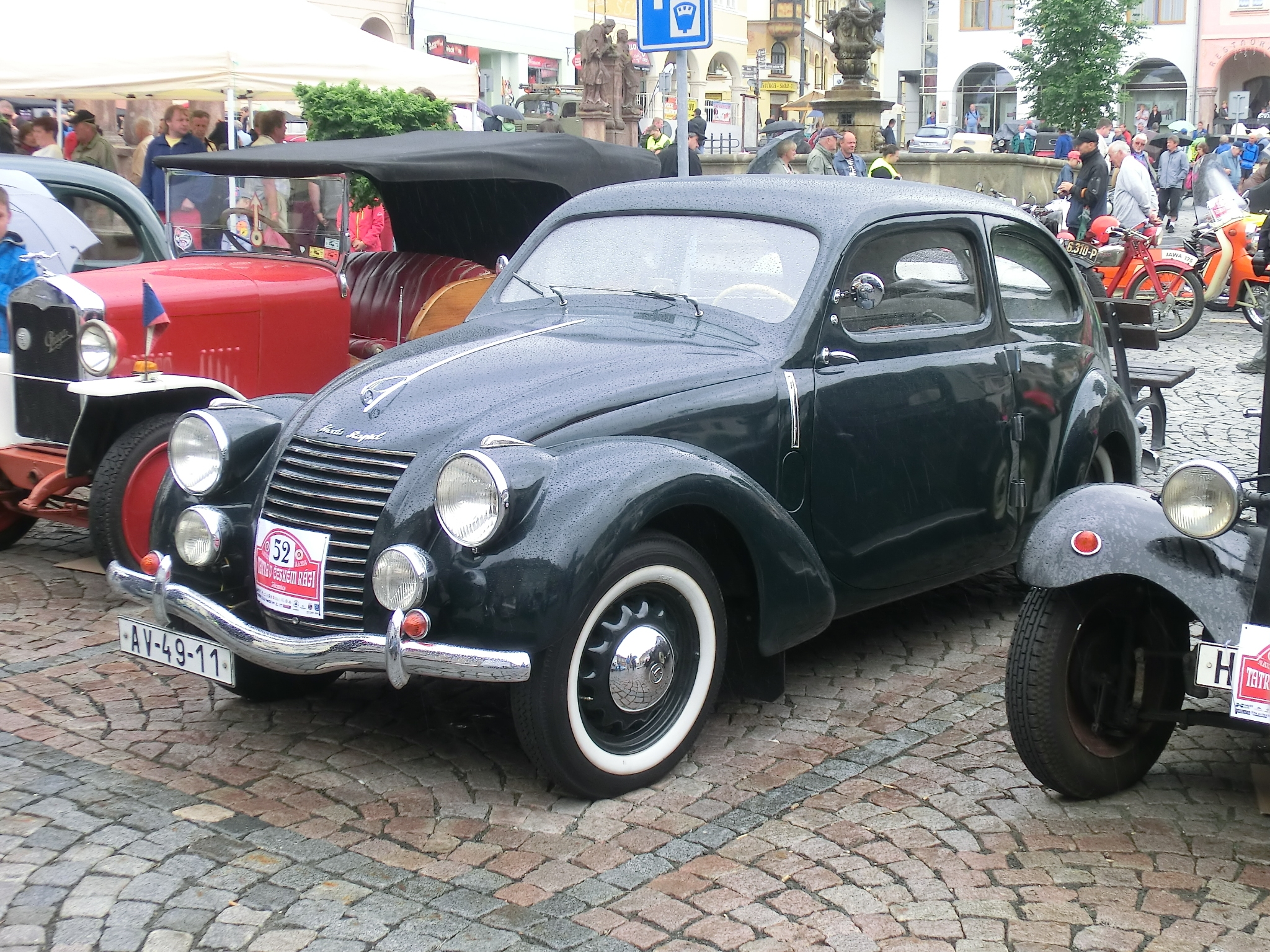
Rapid OHV 1940 sedã de duas portas com carroceria aerodinâmica

Em 1938, a Škoda lançou uma versão simplificada do Rapid OHV de 1.558 cc com uma nova carroceria aerodinâmica de sedã de duas portas. Ela tem uma forte semelhança com a carroceria simplificada de quatro portas que a Škoda produziu para seus protótipos Type 935 em 1935–38.